# Carbonaathardheid
Carbonaathardheid, veelal weergegeven met KH, is een maat voor de waterhardheid waarbij alleen de concentraties van carbonaationen [CO32−] en bicarbonaationen [HCO3−] gemeten worden. Carbonaathardheid wordt o.a. uitgedrukt in Duitse graden °dH,  mmol/l  of ppm.
Water met een met concentratie CaCO3 van 0,179 mmol/l of 17,8 mg/l heeft een carbonaathardheid van 1 °dH.
Een oplossing van 120 mg natriumbicarbonaat NaHCO3 per liter water bevat 1,4285 mmol/l bicarbonaat (molmassa NaHCO3 is 84).  Dit is qua carbonaathardheid equivalent met oplossing van 0,714 mmol/L calciumcarbonaat of 71,5 mg/l.
Aangezien  1 °dH = 17,8 mg/l CaCO3 is de carbonaathardheid van de oplossing  4.0 °dH